# إذا كان من أجل إبنتي،فيمكنني حتى هزيمة سيد شيطان
إذا كان من أجل إبنتي،فيمكنني حتى هزيمة سيد شيطان (بالإنجليزية: If It's for My Daughter, I'd Even Defeat a Demon Lord)‏ هي رواية خفيفة يابانية نشرت في أغسطس 2014 تم تحويلها لمانغا نشرت في يناير 2017 ومسلسل أنمي عرض في يوليو حتى سبتمبر 2019.